# 蔡雲程
蔡雲程（1494年—1567年），字亨之，號鶴田，浙江台州府臨海縣人，明朝政治人物。

## 生平
正德十四年（1519年）己卯科浙江鄉試第五十八名。嘉靖八年（1529年），登己丑科二甲三十名進士。初考选为翰林院庶吉士，嘉靖帝以收用吉士及升迁太滥，溢于常额，新选的庶吉士不必选留，全部報罷，蔡云程改授南京兵部主事，进郎中，十二年调吏部稽勲司，十八年升云南提学副使，奏建馬龍州、禄丰县學宫。二十二年升贵州参政，駐節銅仁。二十四年晋云南按察使，二十六年升广东右布政使，不及轉左布政，二十八年丁父忧归。服阕，起补江西左布政使，三十二年四月升都察院右副都御史、巡抚江西。三十三年三月升南京兵部右侍郎，十一月改刑部右侍郎，三十四年九月升本部左侍郎，三十六年六月升南京都察院右都御史，三十八年三月升南京刑部尚书，四十年七月改北刑部尚书。四十一年继母洪太夫人去世，丁忧。服阕候召，隆慶元年卒于家，年七十四。

## 著作
有《鹤田草堂集》十卷。

## 家族
曾祖蔡廷貴；祖父蔡永昇，曾任大使贈徵仕郎兵科右給事中；父蔡潮，曾任布政司右布政使。母陳氏（贈孺人）；繼母洪氏（封孺人）。具慶下。弟雲翰、雲翔、雲瑞。